# Gut Gresse

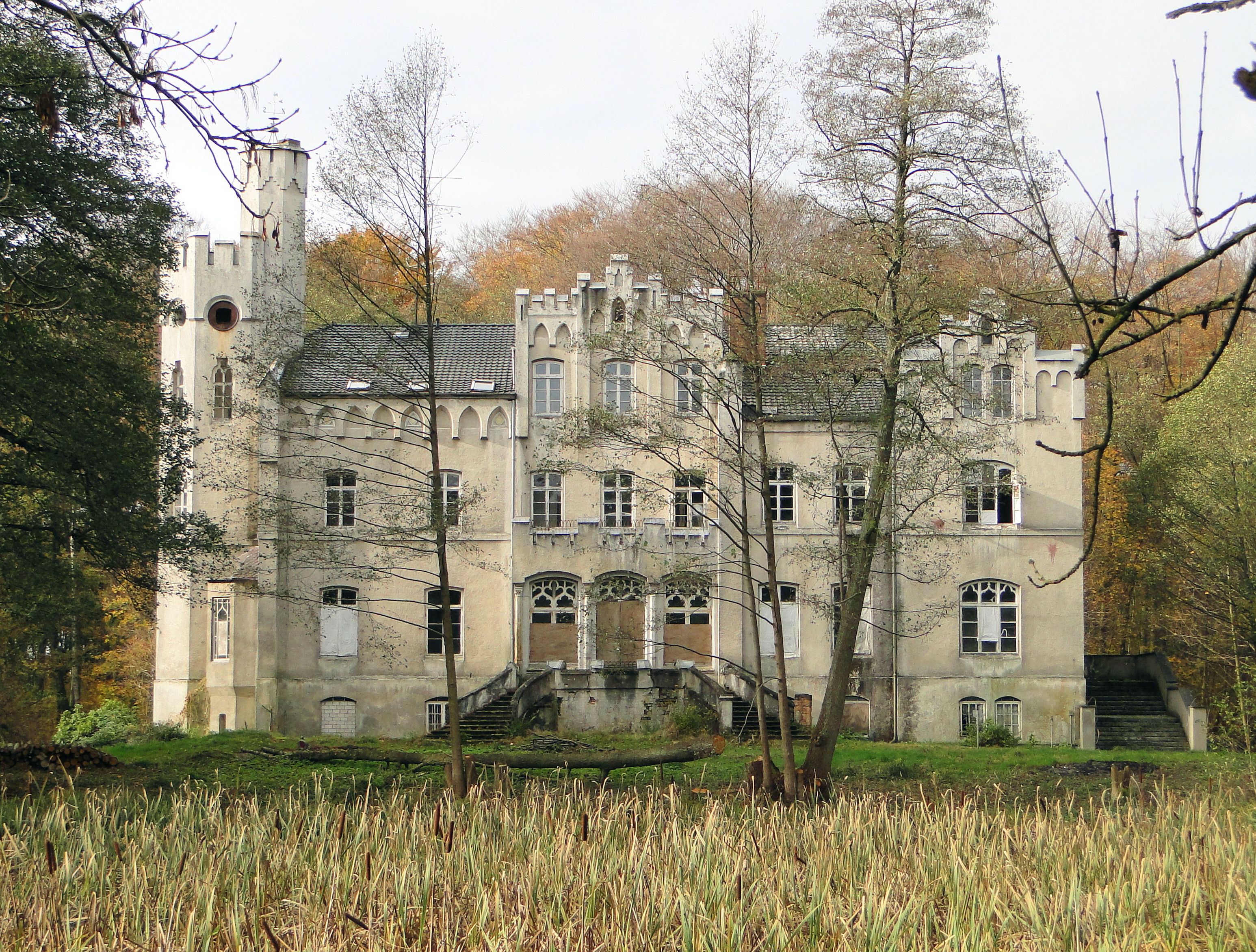
Gutshaus

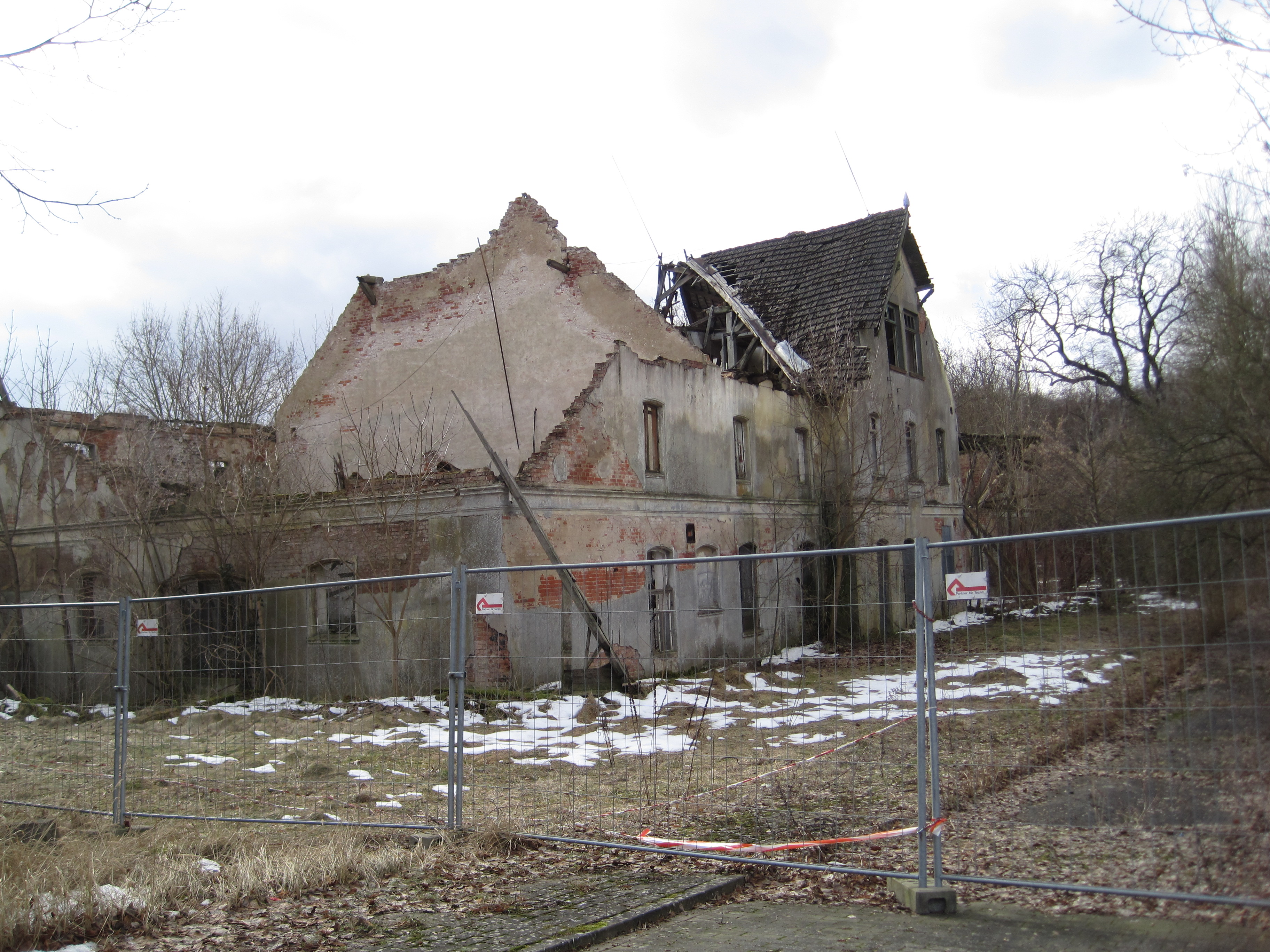
Marstall

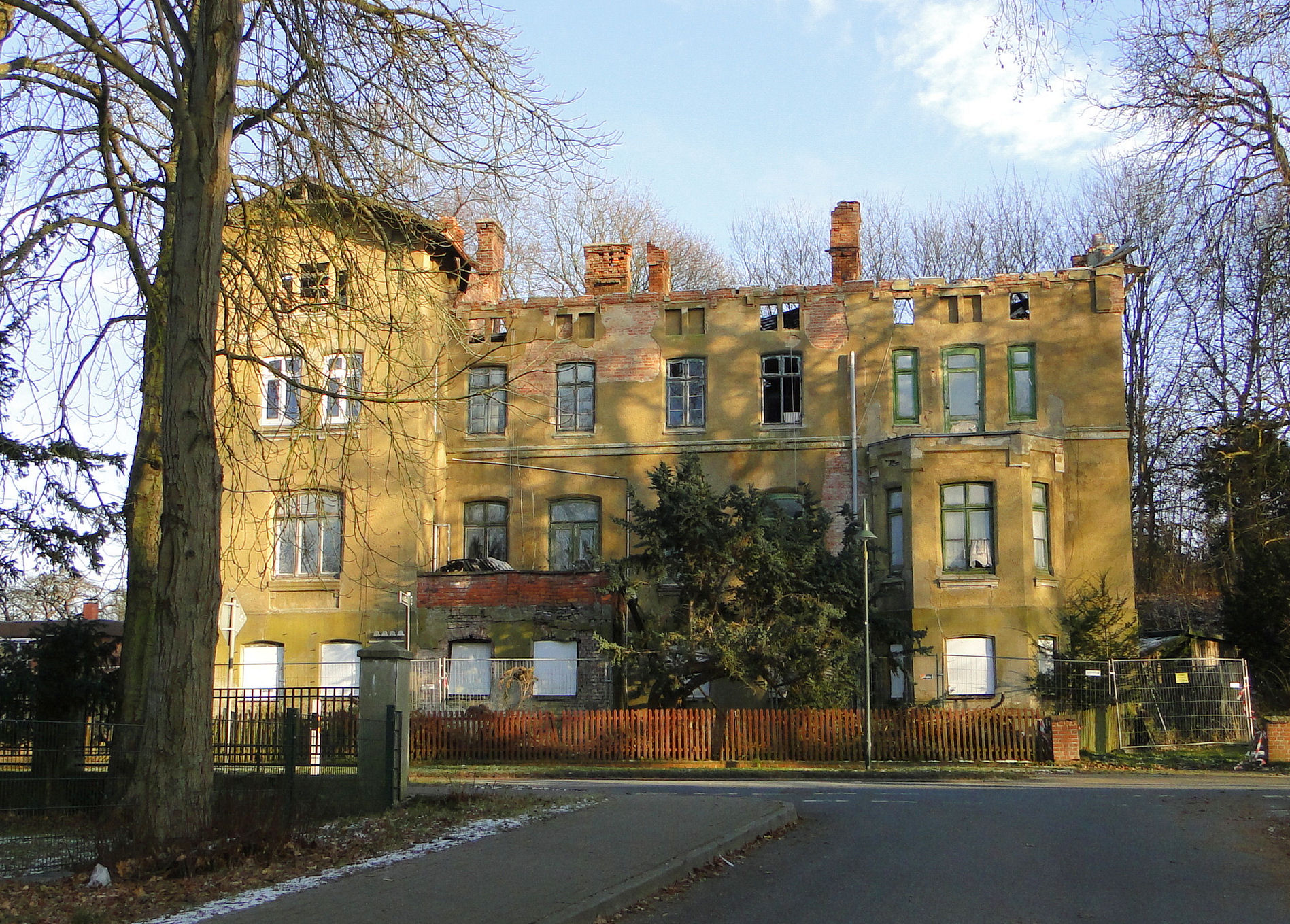
Gutsverwaltung (2010, 2011/12 abgerissen)

Das Gut Gresse war eine Gutsanlage in Gresse im Landkreis Ludwigslust-Parchim in Mecklenburg-Vorpommern. Räumlich durch eine Straße getrennt, gehörten einerseits das bis 1860 nach Plänen von Heinrich Thormann im neugotischen Stil errichtete, repräsentative Gutshaus mit Park und der Marstall sowie andererseits die Hofanlage mit Ställen sowie das Gutsverwalterhaus zum Anwesen. Viele der Gebäude stehen leer und befinden sich in desolatem Zustand.

## Lage
Das Straßendorf Gresse liegt im äußersten Westen von Mecklenburg-Vorpommern, etwa fünf Kilometer nördlich von Boizenburg/Elbe. Die Wohnbebauung des Ortes befindet sich im Wesentlichen beidseitig der Zarrentiner Straße (Bundesstraße 195) sowie entlang weniger Nebenstraßen. Das Gutshaus mit Park liegt etwa 200 Meter westlich der Bundesstraße in Insellage. Direkt hinter dem Gebäude verläuft die Boize, vor ihm befindet sich der Schloßteich, der mit der Boize in Verbindung steht. Direkt an der Zarrentiner Straße steht der verfallende, zur Absicherung umzäunte, ehemalige Marstall. In direkter Nachbarschaft liegen eine Schule und ein Kindergarten.
Östlich der Zarrentiner Straße befindet sich der ehemalige Gutshof mit Ställen, der Brennerei und Resten der Hofmauer, die Brandruine des Gutsverwalterhauses sowie die barocke Dorfkirche.

## Gutshaus
Der neogotische, zweigeschossige und unregelmäßig gegliederte Putzbau entstand 1849/50 nach Plänen des Architekten Heinrich Thormann, nachdem ein Vorgängerbau an anderer Stelle 1849 unter Georg von Drenckhahn abgerissen worden war. In der Ostfassade besitzt das Bauwerk zwei hochgezogene, abgestufte Giebel, die das flache Walmdach in Teilen verdecken. Die Traufe ist durch spitzbogige Arkaden und ornamentierte Friese verziert. Erhöhte Pfeiler strukturieren verschiedene Wandflächen. Am Südostende ist ein achteckiger, zinnenbekrönter Aussichtsturm ins Gebäude eingebunden, daneben schließt sich auf dem Dach ein weiterer, schmalerer Turm mit Wetterfahne an. An der Ostfassade befindet sich eine Terrasse mit vorgelagerter zweiläufiger Freitreppe. An der rückwärtigen Fassade schließt sich an den Wintergarten ebenfalls eine Freitreppe an. Etwas Besonderes ist das romantisierende Deckengemälde in Achteckform im Turmzimmer.
Nach dem Zweiten Weltkrieg wurde das Gutshaus bis ins Frühjahr 1997 als Altenheim genutzt. 1998 war eine in den USA lebende Erbengemeinschaft Besitzer. Das Gebäude steht seither leer und verfällt. Deckenbespannung, Deckenmalereien und der Wintergarten sind stark beschädigt. Ein Brand im Jahr 2008 führte zu Schäden an Dachstuhl und Holzeinschubdecke. Mit Stand Dezember 2010 wird das Herrenhaus durch eine Immobilienfirma zum Verkauf angeboten.

## Hofanlage
Der Pferdestall der bis 1990 genutzten Anlage ist mit zwei Pferdekopf-Plastiken und einem Wappen verziert. Neben gusseisernen Säulen waren die Innenwände mit Stuck und Fliesen verziert. Am Gebäude ist die Jahreszahl 1875 zu sehen. Ein Großteil der Gebäude steht leer.

## Gutsverwalterhaus
Der einst direkt an der Hauptstraße stehende Putzbau befand sich auf einer Höhe mit dem Gutshaus. Durch einen Brand im Oktober 2009 entstand erheblicher Sachschaden. Die Brandruine stand bereits zuvor leer und wurde zwischen 2011 und 2012 abgerissen. An der Stelle befand sich Anfang 2013 ein Ärztehaus im Bau.

## Besitzverhältnisse des Gutes

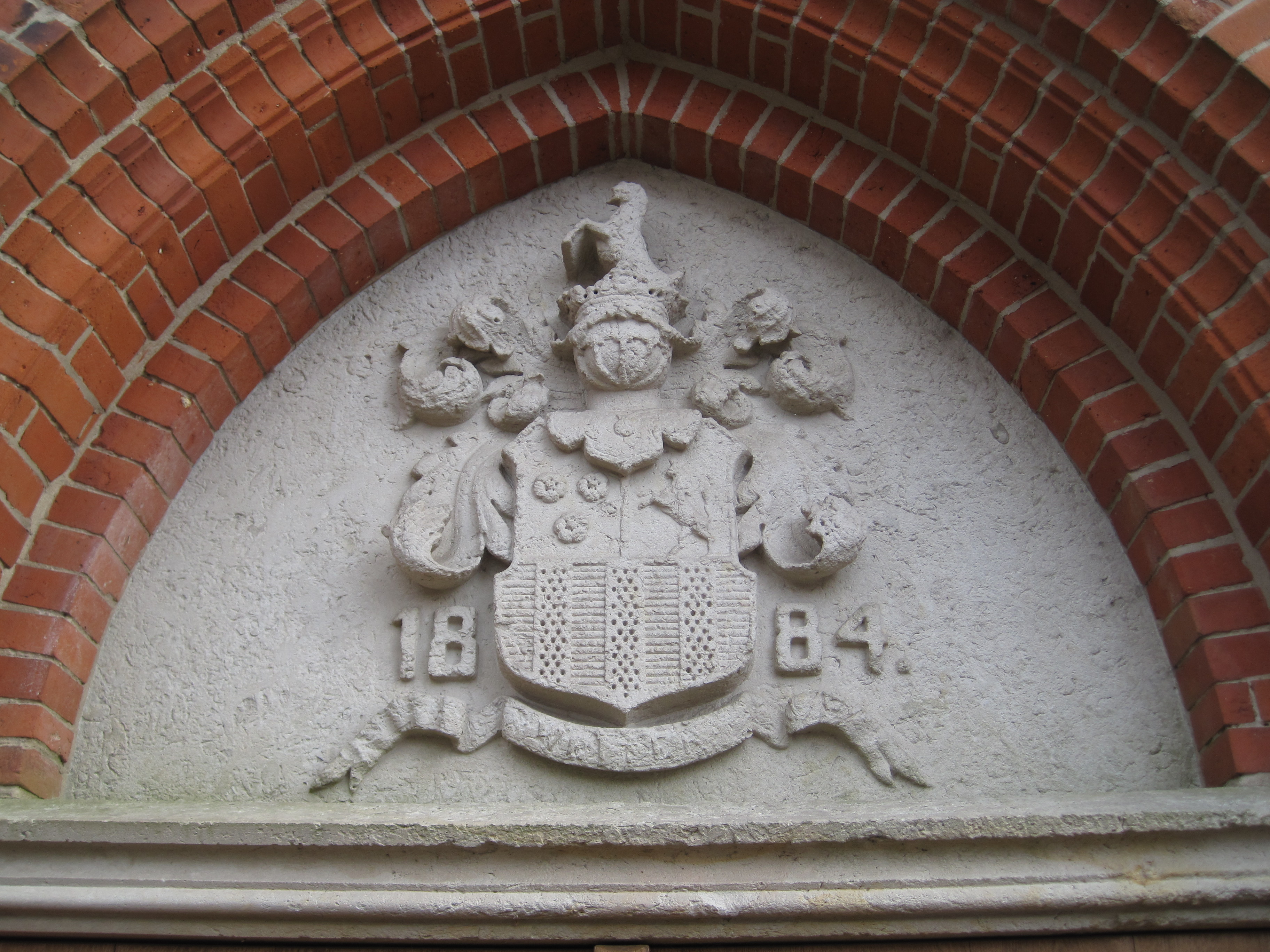
Wappen derer von Ohlendorff am örtlichen Mausoleum

Graf Nikolaus von Schwerin schenkte am 9. Juni 1297 der Boizenburger Kirche zwei Hufen Land in Gresse.
Ab 1. August 1328 war das Gut in Besitz der vier Brüder Giese, Heinrich, Werner und Segeband von Sprengel. 1625 wurde das Hauptgut an Hartwig von Schack verpfändet. Danach wechselten die Besitzverhältnisse des Öfteren. 1872 ging das Gut über an Albertus Ohlendorff, der 1873 in den Adelsstand erhoben wurde, nach 1998 an eine Erbengemeinschaft aus den USA.

### Besitzerfolge
- 1577 Franz von Sprengel
- 1601 Heinrich von Sprengel
- 1625 Hartwig von Schack auf Müssen (Lauenburg)
- 1651 Georg Friedrich von Thun
- 1681 Ernst Wilhelm von dem Knesebeck
- 1784 dänischer Kammerherr A. Friedrich von Witzendorf
- 1792 Otto Freiherr von Hahn
- 1795 Amtsmann Gebser
- 1797 Oberstallmeister Franz Ferdinand von Rantzau
- 1804 August von Schilden
- 1817 Rittmeister Hans von Klitzing
- 1837 Regierungsrath Ludwig von Lützow
- 1845 Wilhelm Heerlein
- 1849 Kammerjunker Georg von Drenckhahn
- 1860 Kammerherr Friedrich von Meyenn
- 1872 Albertus von Ohlendorff
- 1913 Eduard Freiherr von Ohlendorff
- 1924 Carl Lothar Freiherr von Ohlendorff
- 1929 Konsul Franz Hagen, Lübeck